# Orthostichella filamentosula
Orthostichella filamentosula är en bladmossart som beskrevs av C. Müller 1897. Orthostichella filamentosula ingår i släktet Orthostichella och familjen Meteoriaceae. Inga underarter finns listade i Catalogue of Life.